# Pterolophia baiensis
Pterolophia baiensis är en skalbaggsart som beskrevs av Maurice Pic 1926. Pterolophia baiensis ingår i släktet Pterolophia och familjen långhorningar. Inga underarter finns listade i Catalogue of Life.